# Hypnum
Genre
Hypnum est un genre de mousses de la famille des Hypnaceae, dont il est le genre type. Il comprend plusieurs centaines d'espèces réparties dans le monde entier. Hypnum cupressiforme est l'espèce type.

## Phytonymie
Le nom Hypnum viendrait du grec hypnos, sommeil, le botaniste Dillenius donnant en 1741 les raisons de cette étymologie : jadis, elle servait au remplissage de matelas ou d'oreiller, et cette mousse aurait des propriétés soporifiques. En réalité, les grecs donnaient le nom d‘hupnon à des mousses poussant sur les arbres, d'où le nom du genre.

## Description

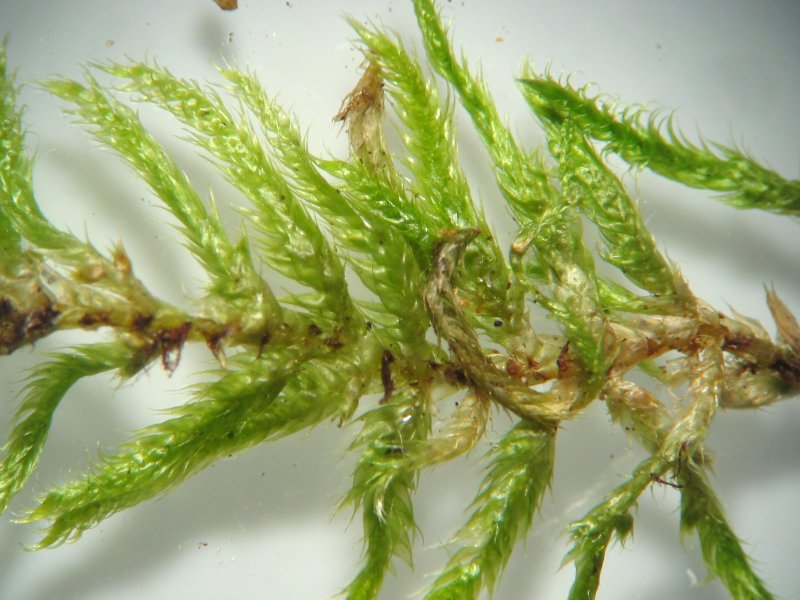
Habitus de Hypnum cupressiforme.

### Appareil végétatif

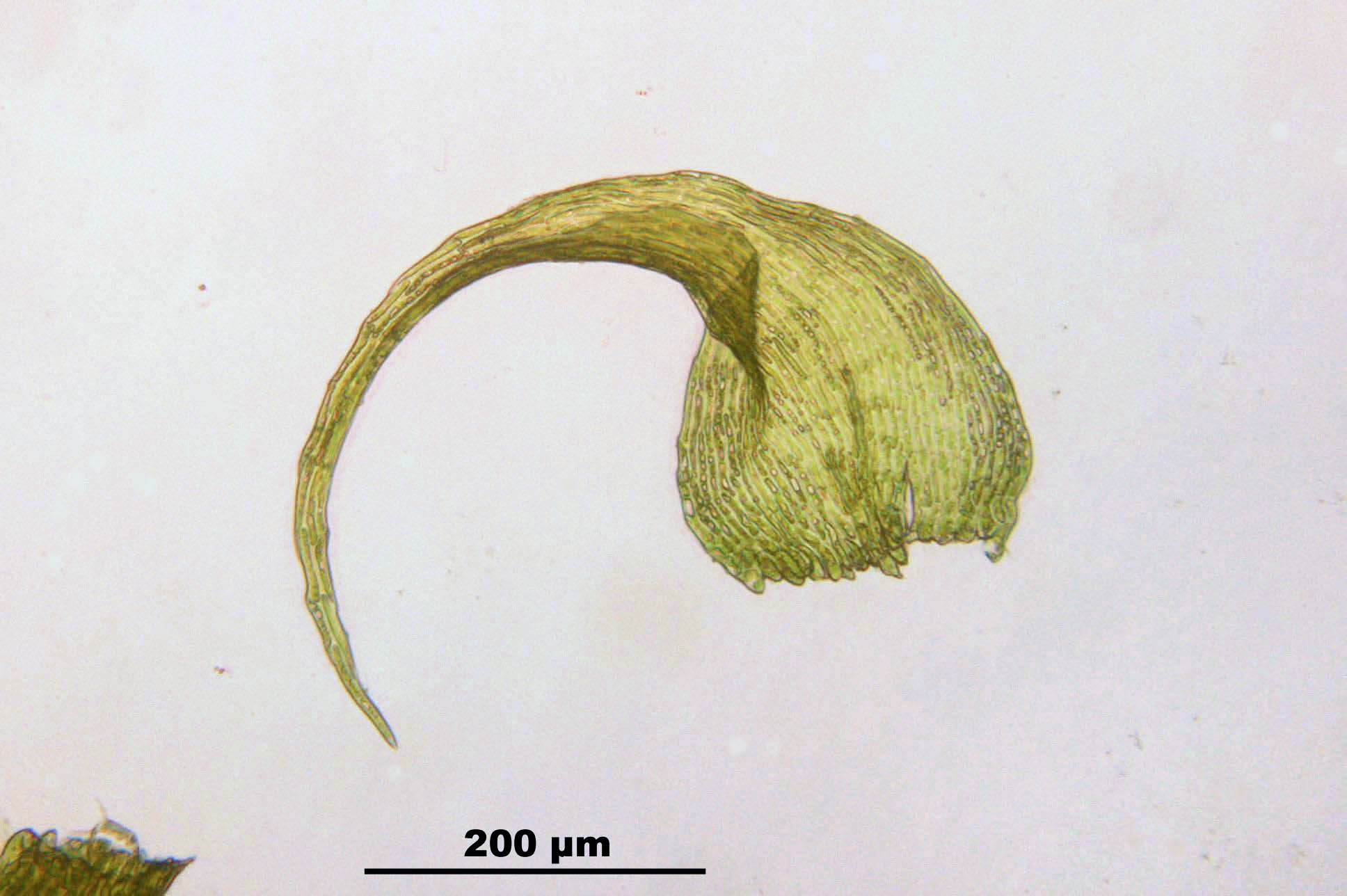
Feuille de Hypnum sauteri.

Ce sont des mousses petites à grandes, en touffes ou non, jaunâtres, vertes ou brunes, brillantes ou ternes. Leurs tiges sont rampantes à dressées, à une ou deux pennes ou irrégulièrement ramifiées ; le hyaloderme et le brin central sont présents ou absents ; la pseudoparaphylie est filamenteuse à foliacée. Les feuilles de la tige et du rameau sont semblables, sécantes ou falciformes-sécantes, ovales larges à étroites, non à fortement plissées ; la base est décurrente ou non ; les bords sont parfois recourbés à la base, généralement plans à la distale, sinués à entiers à la proximale, dentés à entiers à la distale ; l'apex est acuminé ou aigu ; le costa (côte longitudinale) est double ou obscur, mesurant généralement jusqu'à un quart de la longueur de la feuille. Les cellules alaires sont souvent différenciées, quadrangulaires, subquadrangulaires, triangulaires ou hexagonales ; les cellules laminales sont lisses.

### Appareil reproducteur
Il n'y a pas de reproduction asexuée spécialisée. La condition sexuelle est autoïque, dioïque ou phyllodioïque ; les feuilles périchétiales externes sont réfléchies, les feuilles internes sont dressées, ovales à lancéolées ou subulées, l'apex finement acuminé. Le fruit est une capsule érigée, inclinée ou horizontale, longue et cylindrique à ovoïde, généralement incurvée et contractée sous l'ouverture ; l'opercule est conique à arrondi-mammillaire ; le péristome est double ; les dents de l'exostome sont avec une surface externe avec ligne en zigzag distincte et les lamelles, finement striées transversalement à la base, hyalines et papilleuses à la base. La membrane basale de l'endostome est haute, les segments environ aussi hauts que les dents, carénés, les cils sont de un à trois, ou parfois rudimentaires. Le calyptra est nu. Les spores sont rondes, lisses ou finement papilleuses.

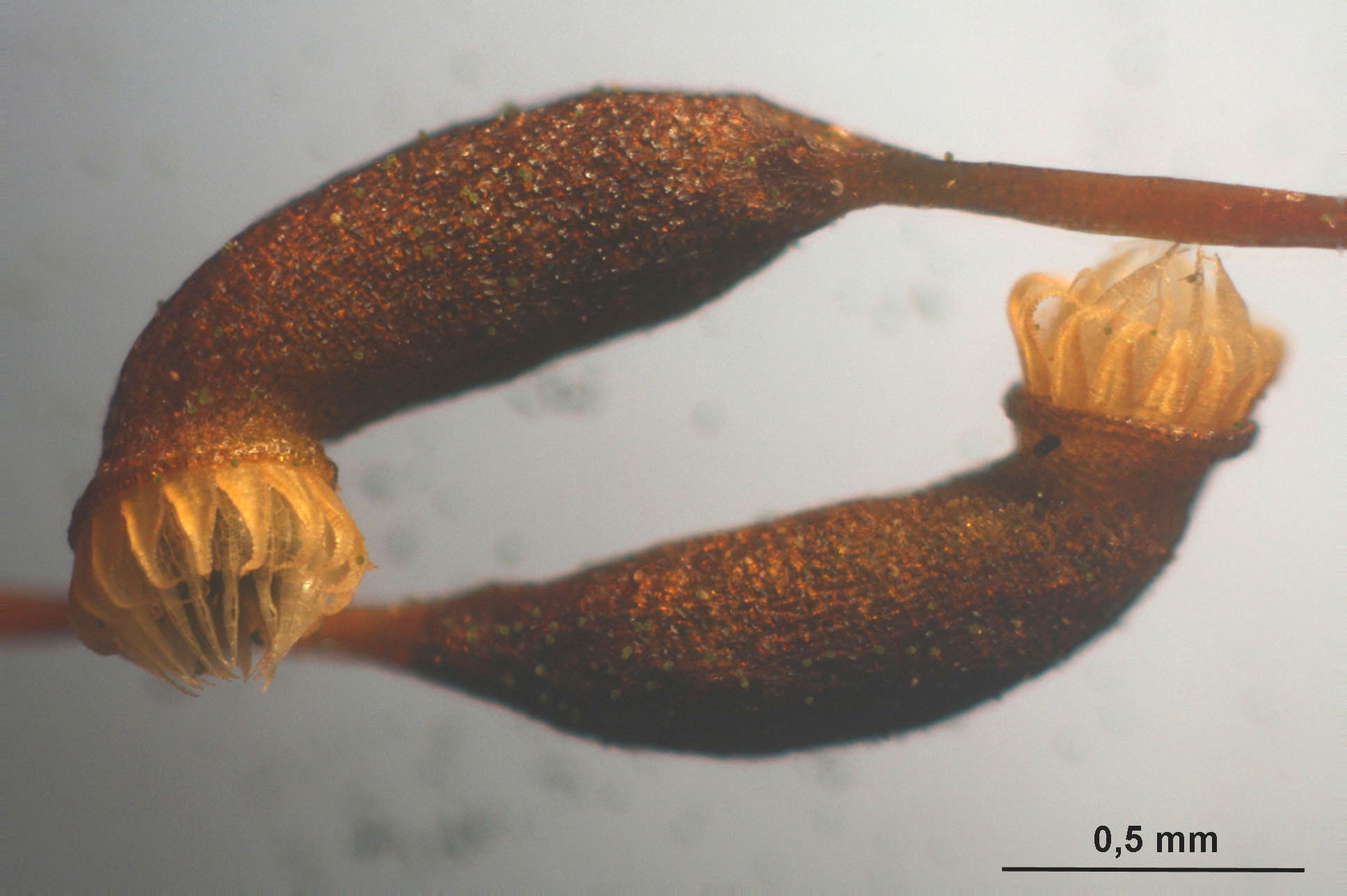
Fruits de Hypnum pallescens.
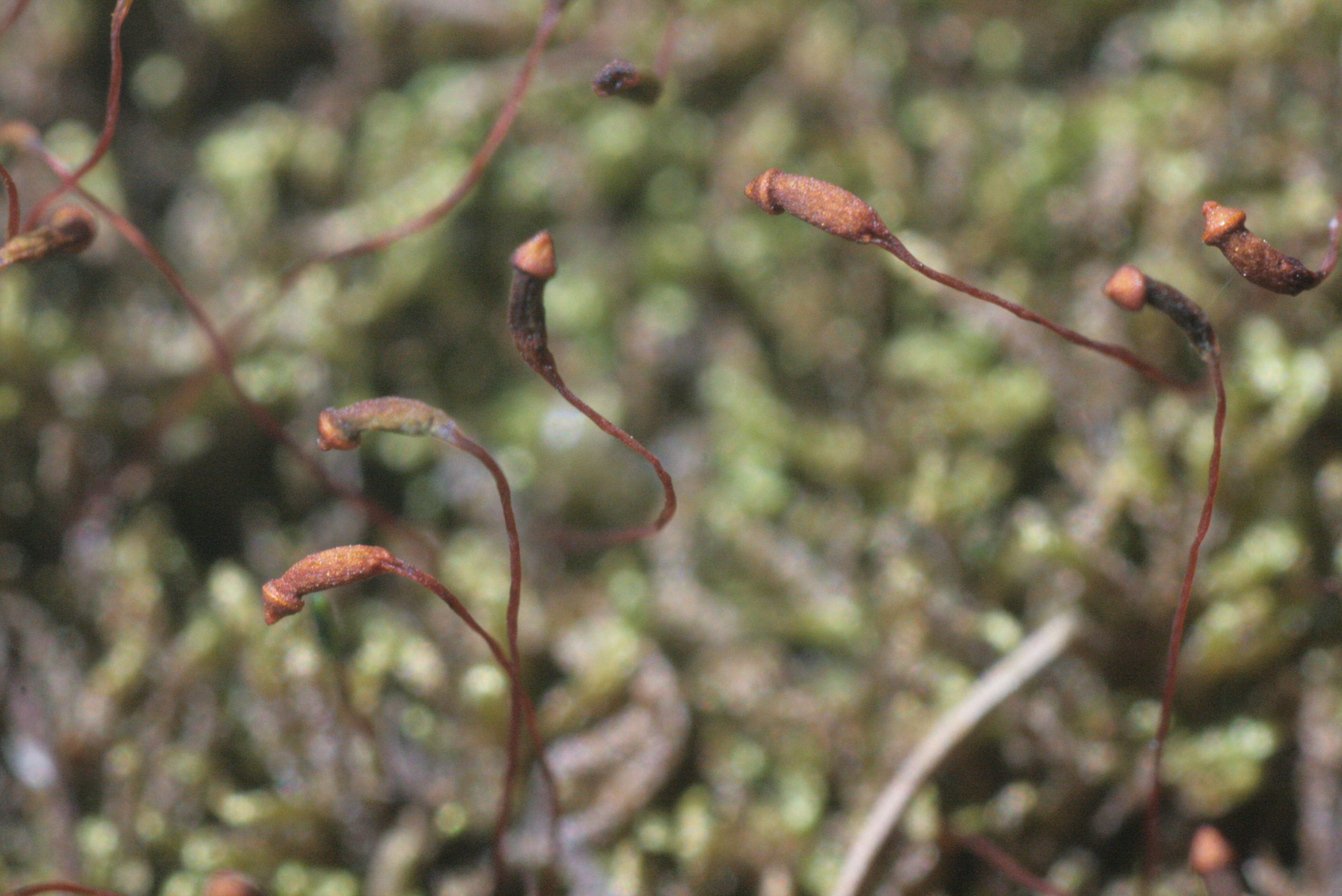
Hypnum recurvatum.
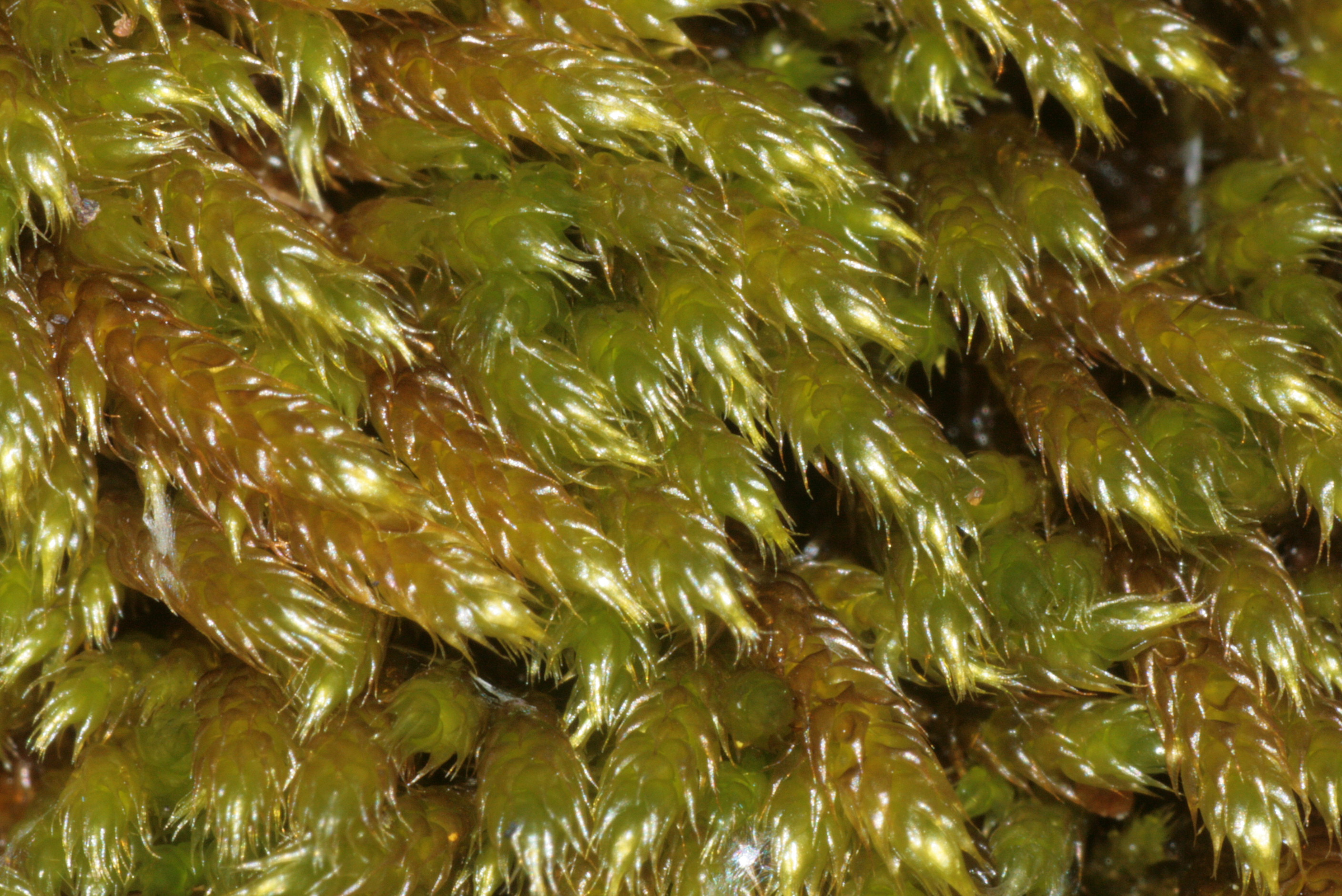
Hypnum vaucheri.
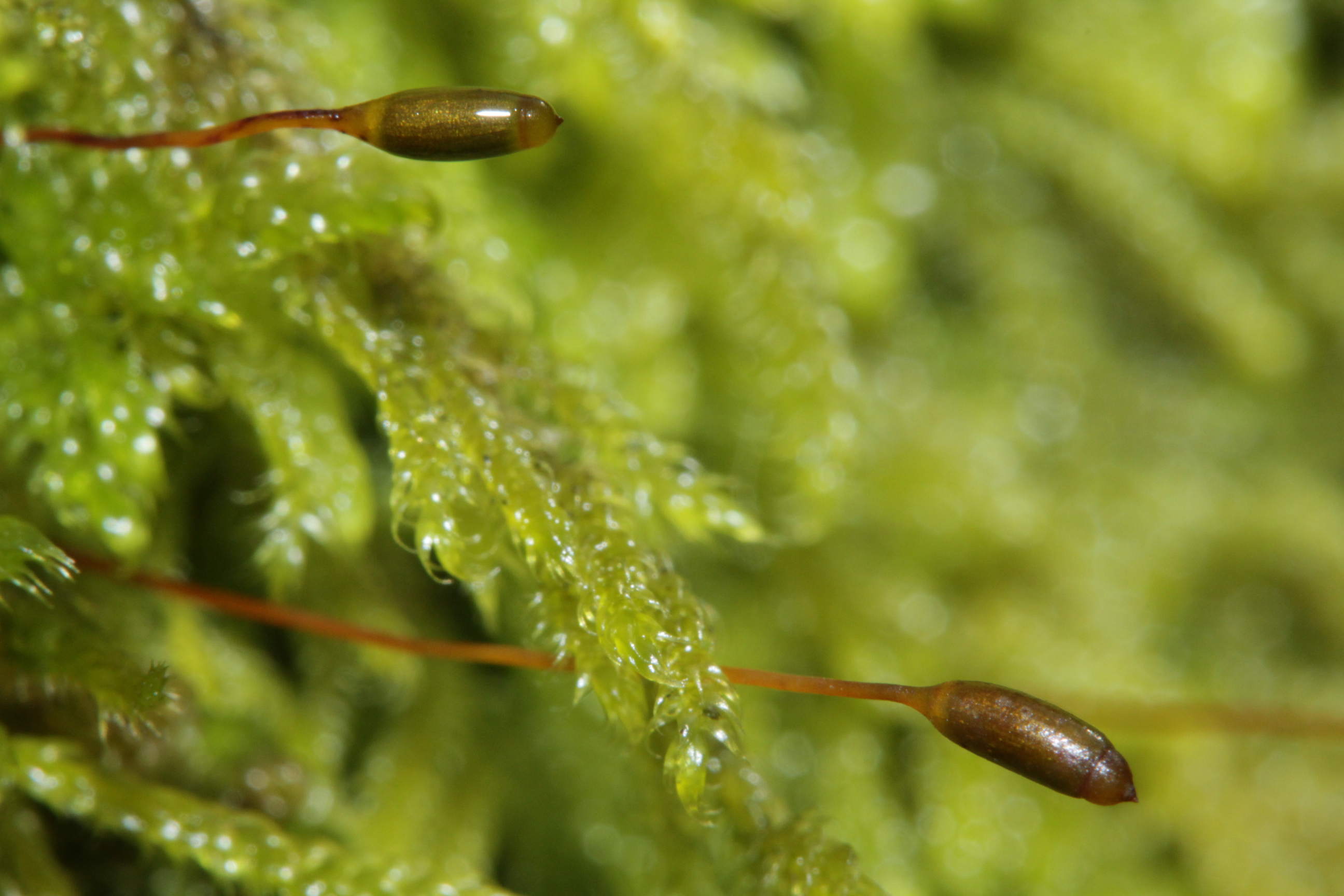
Hypnum andoi.

## Liste des espèces
Selon GBIF (26 mai 2021) :
- Hypnum acanthoneuron Schwägr.
- Hypnum acanthophyllum Mont.
- Hypnum accacioides (Schrad.) L. ex Turner
- Hypnum acestrostegium Sull.
- Hypnum aciculatum (Taylor) Müll.Hal.
- Hypnum acinacifolium Hampe
- Hypnum acutirameum (Mitt.) Hampe
- Hypnum adianthoides (Hedw.) With.
- Hypnum adscendens (Lindb.) A.Jaeger
- Hypnum adspersum Hampe
- Hypnum aemulans Breidler, 1899
- Hypnum afroacuminulatum Müll.Hal.
- Hypnum afroglareosum Broth.
- Hypnum albescens Hook.
- Hypnum alcazabae Höhn.
- Hypnum allenii (Austin) Lesq. & James
- Hypnum alpinum (Huds. ex With.) F.Weber & D.Mohr
- Hypnum alternans Bridel, 1801
- Hypnum altisetum (Müll.Hal.) Broth.
- Hypnum aluminicola C.Müller, 1851
- Hypnum aluminicola Müll.Hal.
- Hypnum amabile Hampe, 1869
- Hypnum amblystegiocarpum Müll.Hal.
- Hypnum amblystegum (Mitt.) A.Jaeger
- Hypnum anceps Bosch & Sande Lac.
- Hypnum andoi A.J.E.Smith, 1981
- Hypnum androgynum (Hedw.) F.Weber & D.Mohr
- Hypnum andungense Welw. & Duby
- Hypnum angustatum (Taylor) Müll.Hal.
- Hypnum angusticymbeum Müll.Hal.
- Hypnum angustissimum Müll.Hal.
- Hypnum angusto-textum Geh.
- Hypnum apertum Sull.
- Hypnum applanatum Thwaites & Mitt.
- Hypnum aptychopsis Müll.Hal.
- Hypnum aquaticum (Hedw.) Jolycl.
- Hypnum aquatile Mart.
- Hypnum aquicola Müll.Hal.
- Hypnum arbusculans Müll.Hal.
- Hypnum arcuatiforme Kindb.
- Hypnum argentatum Mitt.
- Hypnum argenteum (Hedw.) F.Weber & D.Mohr
- Hypnum armissanense Schimp.
- Hypnum arundinifolium Duby
- Hypnum arzobispoae Müll.Hal.
- Hypnum asperisetum Müll.Hal.
- Hypnum asplenioides (Hedw.) Dicks. ex With.
- Hypnum assurgens Sull. & Lesq.
- Hypnum athrocladum Mitt.
- Hypnum atlanticum Brid.
- Hypnum atrovirens Dicks. ex Brid.
- Hypnum aureonitens Hook. ex Schwägr.
- Hypnum aureonitidum Dixon
- Hypnum aurescens Müll.Hal.
- Hypnum aurichalceum Müll.Hal.
- Hypnum aurifolium (Mitt.) A.Jaeger
- Hypnum austro-aduncum Müll.Hal.
- Hypnum austro-fluitans Müll.Hal.
- Hypnum austro-salebrosum Müll.Hal.
- Hypnum austroglareosum Müll.Hal.
- Hypnum austrostramineum C.Müller, 1890
- Hypnum baliense (Bosch & Sande Lac.) Sande Lac.
- Hypnum bambergeri W.P.Schimper, 1860
- Hypnum bancanum Sande Lac.
- Hypnum berteroanum Mont.
- Hypnum beskeanum Müll.Hal.
- Hypnum bicolor Bélanger, 1834
- Hypnum bifarium Hook.
- Hypnum bifidum Brid.
- Hypnum bigelovii Sull.
- Hypnum bimum (Schreb.) F.Weber & D.Mohr
- Hypnum bistrumosum Müll.Hal.
- Hypnum bizotii Ochyra, 1984
- Hypnum bogoricum Bosch & Sande Lac.
- Hypnum borbonicum (Bél.) Müll.Hal.
- Hypnum boryanum Schwaegrichen, 1816
- Hypnum brachycladon Arn.
- Hypnum brachypodium Müll.Hal.
- Hypnum brachytheciopsis Müll.Hal.
- Hypnum brachythecium Hampe & Lorentz, 1868
- Hypnum bracteatum Müll.Hal.
- Hypnum brandisii Müll.Hal.
- Hypnum brevicuspidatum (Mitt.) Müll.Hal.
- Hypnum brevifalcatum Müll.Hal.
- Hypnum brevinerve (Broth.) Paris
- Hypnum bryoides (Hedw.) With.
- Hypnum buluense Broth.
- Hypnum bunodicarpum Müll.Hal.
- Hypnum cacti Müll.Hal.
- Hypnum cacticola Müll.Hal.
- Hypnum caespitans Müll.Hal.
- Hypnum caespiticium (Hedw.) F.Weber & D.Mohr
- Hypnum calcareum R.W.Hartm.
- Hypnum calcicola Ando, 1958
- Hypnum calderense Sull.
- Hypnum callichroum Bridel, 1827
- Hypnum callidioides Müll.Hal.
- Hypnum callidum Mont.
- Hypnum callistomum (Besch.) Müll.Hal.
- Hypnum campbellianum (Hampe) Hampe
- Hypnum campoanum Brotherus, 1925
- Hypnum campylocarpum Müll.Hal.
- Hypnum candidulum Müll.Hal.
- Hypnum caperatum Jaeger, 1880
- Hypnum capillaceum (F.Weber & D.Mohr) Starke ex Brid.
- Hypnum capillare (Hedw.) F.Weber & D.Mohr
- Hypnum capillipes Sande Lac.
- Hypnum capillisetum Müll.Hal.
- Hypnum carantae Müll.Hal.
- Hypnum carbonarium R.Ludw.
- Hypnum cariosum Roy, 1878
- Hypnum cataractarum Sendtner, 1840
- Hypnum caudiforme Müll.Hal.
- Hypnum celatum Jaeger, 1880
- Hypnum chapmannii Duby
- Hypnum chrysogaster C.Müller, 1851
- Hypnum chrysogaster Müll.Hal.
- Hypnum circinale W.J.Hooker, 1819
- Hypnum circinans (Saut.) Schimp.
- Hypnum circinatum Brid.
- Hypnum circinulatum Schimp.
- Hypnum circulare (Mitt.) A.Jaeger
- Hypnum cirrhatum Brid.
- Hypnum cirrifolium Schwägr.
- Hypnum clavatum Spreng.
- Hypnum clinocarpum Taylor
- Hypnum closteri Austin
- Hypnum cochlearifolium Schwägr.
- Hypnum codonopyxis Müll.Hal.
- Hypnum coloradense Brown, 1962
- Hypnum columbianum Penh.
- Hypnum columbico-palustre Müll.Hal. & Kindb.
- Hypnum commixtum Müll.Hal.
- Hypnum comorae Müll.Hal.
- Hypnum complanatum (Hedw.) With.
- Hypnum complanum Mitt.
- Hypnum complexum (Mitt.) A.Jaeger
- Hypnum compressifolium Mitt.
- Hypnum compressiforme Hedw.
- Hypnum compressulum Müll.Hal.
- Hypnum compridense Müll.Hal. ex Broth.
- Hypnum comtifolium Müll.Hal.
- Hypnum congestum Sw. ex Hedw.
- Hypnum congruens Hampe
- Hypnum consanguinem (Mont.) Müll.Hal.
- Hypnum constrictum (Brid.) Müll.Hal.
- Hypnum conterminum Müll.Hal.
- Hypnum convolutum Sande Lac.
- Hypnum cordatum Harv.
- Hypnum cordovense Müll.Hal.
- Hypnum crassiusculum Brid.
- Hypnum crassum Schumach.
- Hypnum creperum (Mitt.) A.Jaeger
- Hypnum crinitifolium Müll.Hal.
- Hypnum crispatulum Hook.
- Hypnum crispifolium Hook.
- Hypnum crispum (Hedw.) With.
- Hypnum cupressiforme Hedwig, 1801
- Hypnum curtipendulum (Timm ex Hedw.) With.
- Hypnum curvifolium Hedwig, 1801
- Hypnum curvisetum Brid.
- Hypnum cygnisetum Müll.Hal.
- Hypnum cyperoides Hook. ex Harv.
- Hypnum danckelmannii Müll.Hal.
- Hypnum decrescens Sande Lac.
- Hypnum decurvans Mitt.
- Hypnum deflectens Stirton, 1910
- Hypnum dendroides (Hedw.) With.
- Hypnum densifolium Brid.
- Hypnum densirameum Ando, 1957
- Hypnum deplanatum Bruch & Schimp. ex Sull.
- Hypnum depressum (Hedw.) Sw. ex P.Beauv.
- Hypnum devexum Bosw.
- Hypnum dieckei Renauld & Cardot, 1890
- Hypnum distichophyllum Hampe ex Dozy & Molk.
- Hypnum distichum Sw.
- Hypnum distratum Hampe
- Hypnum diversiforme Mitt.
- Hypnum divulsum Hook.f. & Wilson
- Hypnum djuriense Müll.Hal.
- Hypnum dregei Müll.Hal.
- Hypnum drepanocladioides Müll.Hal.
- Hypnum dubyanum Müll.Hal.
- Hypnum dumosum Mitt.
- Hypnum eccremocarpum C.Müller, 1851
- Hypnum elatinum (Saporta) Schimp.
- Hypnum elatulum Müll.Hal.
- Hypnum elegans Brid.
- Hypnum eleganti-pinnatum Müll.Hal.
- Hypnum ellipticum Rebent.
- Hypnum elongatum Hook.f. & Wilson
- Hypnum emodi-fertile Brotherus ex Ando, 1973
- Hypnum erectiusculum Sull. & Lesq.
- Hypnum erythrocaule (Mitt.) A.Jaeger
- Hypnum erythrocaulon Ångström
- Hypnum eucalyptratum Lindb. ex Cardot
- Hypnum euchloron Bruch ex Müll.Hal.
- Hypnum eustegium (Besch.) Broth.
- Hypnum eutrypherum Müll.Hal.
- Hypnum eximium Sull. & Lesq.
- Hypnum expansum Taylor
- Hypnum extenuatum Brid.
- Hypnum fabroniadelphus Müll.Hal.
- Hypnum fabroniaefolium Müll.Hal.
- Hypnum falcifolium Hook.f. & Wilson
- Hypnum fasciculatum Sw. ex Hedw.
- Hypnum fastigiatum Wibel
- Hypnum fauriei Cardot, 1904
- Hypnum fendleri (Sull.) Sull. & Lesq.
- Hypnum ferrugineum Müll.Hal.
- Hypnum fertile Sendtner, 1841
- Hypnum filamentosum Dicks. ex With.
- Hypnum filare (Müll.Hal.) Paris
- Hypnum filifolium With.
- Hypnum filum Müll.Hal.
- Hypnum fissidens Müll.Hal.
- Hypnum flabellatum (Sm.) Dixon ex Müll.Hal.
- Hypnum flaccidum Sull. & Lesq.
- Hypnum flavescens Roth ex Schultz
- Hypnum flemmingii (Austin) Lesq. & James
- Hypnum flexicaule Broth.
- Hypnum flexile (Hedw.) Sw. ex Brid.
- Hypnum floribundum (Dozy & Molk.) Müll.Hal.
- Hypnum fontinaliopsis Müll.Hal.
- Hypnum fontinaloides (Hampe) A.Jaeger
- Hypnum formianum (Fiorini-Mazzanti) W.P.Schimper, 1876
- Hypnum franchetti W.P.Schimper ex Bescherelle, 1893
- Hypnum freuchenianum Hornschuch, 1825
- Hypnum freycinetii Schwägr.
- Hypnum frontinoae Müll.Hal.
- Hypnum fuciforme Brid.
- Hypnum fuegianum (Mitten) C.Müller, 1885
- Hypnum fujiyamae Paris, 1900
- Hypnum fulgidulum Rota
- Hypnum fulvastrum (Mitt.) Hook.f.
- Hypnum fulvo-acutum (Müll.Hal.) Paris
- Hypnum gastrodes Welw. & Duby
- Hypnum gayanum (Mont.) Lorentz
- Hypnum gebhardii Sprengel, 1807
- Hypnum gelidum (Bryhn) H.A.Möller, 1907
- Hypnum geminum Lesquereux & T.P.James, 1884
- Hypnum geophilum (Austin) Lesq. & James
- Hypnum gibbosulum Müll.Hal.
- Hypnum giraldii Paris
- Hypnum glaciale (Schimp.) Mitt.
- Hypnum glaucinum (Mitt.) Müll.Hal.
- Hypnum glaucissimum Müll.Hal.
- Hypnum glaucocarpoides E.S.Salmon
- Hypnum glaucocarpon Reinw. ex Schwägr.
- Hypnum glaucovirescens Müll.Hal.
- Hypnum globipyxis Müll.Hal.
- Hypnum gloriosum Müll.Hal.
- Hypnum glossoides Bosch & Sande Lac.
- Hypnum golungense Welw. & Duby
- Hypnum gottscheanum Hampe ex Müll.Hal.
- Hypnum gracile (Hedw.) With.
- Hypnum gracilescens (Hedw.) P.Beauv.
- Hypnum gracilicaule Sande Lac.
- Hypnum gracilirameum C.Müller ex Renauld, 1898
- Hypnum gracilisetum Hornsch. ex Schwägr.
- Hypnum graminicolor Brid.
- Hypnum guadalupense Spreng.
- Hypnum gymnopodum (Taylor) Müll.Hal.
- Hypnum hakoniense Mitt.
- Hypnum hampei Kindberg, 1888
- Hypnum hamulosum W.P.Schimper, 1854
- Hypnum haplohymenium Harv. & Hook.f.
- Hypnum harpidioides (Müll.Hal. & Kindb.) Kindb.
- Hypnum haydenii Lesq.
- Hypnum heerii Schimp.
- Hypnum helicodontium Müll.Hal.
- Hypnum helvolum (Mont.) Mitt.
- Hypnum herbaceum Mitt.
- Hypnum hercynicum (Milde) Hampe, 1873
- Hypnum herjedalicum (Schimp.) Lindb.
- Hypnum hermaphroditum Müll.Hal.
- Hypnum heseleri Ando & Higuchi, 1994
- Hypnum heterostichum (Hedw.) F.Weber & D.Mohr
- Hypnum hildebrandtii C.Müller, 1876
- Hypnum hispidulum Brid.
- Hypnum hispidum Hook.f. & Wilson
- Hypnum hoehnelii Müll.Hal.
- Hypnum holmenii Ando, 1994
- Hypnum holstii Broth.
- Hypnum homaliocaulon Müll.Hal.
- Hypnum homalostegium Müll.Hal.
- Hypnum homomallum (Hampe) Müll.Hal.
- Hypnum hookeri (Mitt.) A.Jaeger
- Hypnum hopfferi Welw. & Duby
- Hypnum hosoii Dixon & Sakurai
- Hypnum humillimum Mitt.
- Hypnum ichnotocladum Müll.Hal.
- Hypnum imbricatulum (Hedw.) P.Beauv.
- Hypnum implanum (Mitt.) Hampe
- Hypnum imponens Hedwig, 1801
- Hypnum imponentiforme Kindberg, 1900
- Hypnum inclinatum Mitt.
- Hypnum incurvatum (Hedw.) P.Beauv.
- Hypnum indicum (Bél.) Müll.Hal.
- Hypnum inerme Mitt.
- Hypnum inextricatum Brid.
- Hypnum inflectens Bridel, 1812
- Hypnum inflexum Harv.
- Hypnum instratum Brid.
- Hypnum interruptum Brid.
- Hypnum intortoplicatum Lobarzewski, 1847
- Hypnum investe Mitt.
- Hypnum involvens (Hedw.) P.Beauv.
- Hypnum isocladum Bosch & Sande Lac.
- Hypnum jacquemontii Bruch & Schimp. ex Müll.Hal.
- Hypnum jamesonii Taylor
- Hypnum julaceum (Hedw.) Jolycl.
- Hypnum junghuhnii Müll.Hal.
- Hypnum jutlandicum Holmen & Warncke, 1969
- Hypnum kamounense Harv.
- Hypnum kneiffii (Schimp.) A.S.Wilson
- Hypnum krakakammae Müll.Hal.
- Hypnum kuilui Müll.Hal.
- Hypnum kuroishicum (Besch.) Broth.
- Hypnum kurzii (Schimp.) Hartm.
- Hypnum kushakuense Cardot, 1905
- Hypnum lacerulum (Mitt.) A.Jaeger
- Hypnum lamarckii Lamarck & A.P.de Candolle, 1805
- Hypnum lamasicum Spruce ex Mitt.
- Hypnum lamprocarpum Müll.Hal.
- Hypnum lanceolatum (Hampe & Müll.Hal.) Müll.Hal.
- Hypnum lancifolium (Harv.) Müll.Hal.
- Hypnum latifolium Taylor
- Hypnum laureri Funck
- Hypnum laxatum Mitt.
- Hypnum laxirete Müll.Hal.
- Hypnum laxum P.Beauv.
- Hypnum leitense (Mitt.) A.Jaeger
- Hypnum lepidopiloides Müll.Hal.
- Hypnum lepidum (Mitt.) Wilson ex A.Jaeger
- Hypnum leptoblastum Müll.Hal.
- Hypnum leptocarpon Schwägr.
- Hypnum leptocladum (Taylor) Müll.Hal.
- Hypnum leptodontium Mitt.
- Hypnum leptophyllum (Schimp.) Boulay
- Hypnum leptopoma Schwägr.
- Hypnum leptorrhynchum Müll.Hal.
- Hypnum lepturum Taylor
- Hypnum leucochloron (Hampe) A.Jaeger
- Hypnum leucocladulum Müll.Hal.
- Hypnum leucocytus Müll.Hal.
- Hypnum leucophyllum Hampe
- Hypnum leveilleanum Dozy & Molk.
- Hypnum levieri Paris
- Hypnum lignicola Mitt.
- Hypnum ligulatum F.Weber & D.Mohr
- Hypnum lindmanii Broth.
- Hypnum litoreum De Not.
- Hypnum littorale Hampe
- Hypnum livens Schwägr.
- Hypnum longicaule Sande Lac.
- Hypnum longicollum (Hedw.) F.Weber & D.Mohr
- Hypnum longicuspidatum Mitt.
- Hypnum longidens Müll.Hal.
- Hypnum loricalycinum Müll.Hal.
- Hypnum loriforme Hampe
- Hypnum luteo-nitens Welw. & Duby
- Hypnum lutescens (Philibert) H.A.Möller, 1907
- Hypnum luzoniae Müll.Hal.
- Hypnum lychnites (Mitt.) Müll.Hal.
- Hypnum macilentum Wilson
- Hypnum macrobolax Müll.Hal.
- Hypnum macrogynum Bescherelle, 1892
- Hypnum mahahaicum Müll.Hal.
- Hypnum malacobolum Müll.Hal.
- Hypnum malacocladum Cardot & Thér.
- Hypnum malmei Broth.
- Hypnum mammosum Müll.Hal.
- Hypnum martianum Sendtn.
- Hypnum marylandicum Müll.Hal.
- Hypnum mastodontum Boulay
- Hypnum mbangae Müll.Hal.
- Hypnum megaptilum (Sull.) Lesq. & James
- Hypnum menadense Sande Lac.
- Hypnum menziesii Hook.
- Hypnum mertensii Weinm.
- Hypnum microcarpoides Müll.Hal.
- Hypnum microdendron (Mont.) Müll.Hal.
- Hypnum micropyxis Müll.Hal.
- Hypnum minutirameum Müll.Hal.
- Hypnum minutulum Hedw.
- Hypnum miquelii Sande Lac.
- Hypnum mittenii Spruce ex Mitt.
- Hypnum mittenohamatum B.C.Tan
- Hypnum mixtum Müll.Hal.
- Hypnum miyabei Broth.
- Hypnum mnioides Hook.
- Hypnum moenkemeyeri C.Müller, 1886
- Hypnum monbuttoviae Müll.Hal.
- Hypnum monumentorum Duby
- Hypnum morenoi Paris
- Hypnum muehlenbergii P.Beauv.
- Hypnum mukahivense W.P.Schimper, 1875
- Hypnum mundulum Sull.
- Hypnum murale-ucranicum Weinm.
- Hypnum mutabile Brid.
- Hypnum nano-globum Müll.Hal.
- Hypnum nano-polymorphum Müll.Hal.
- Hypnum nanopyxis Müll.Hal.
- Hypnum nanum Vill. ex Brid.
- Hypnum napoanum De Notaris, 1859
- Hypnum neglectum Brid.
- Hypnum nelsonii Paris, 1896
- Hypnum nematocaulon Müll.Hal.
- Hypnum nervosum Palisot de Beauvois, 1818
- Hypnum nictans (Mitt.) Wilson ex A.Jaeger
- Hypnum nilgheriense (Mont.) Müll.Hal.
- Hypnum nipponense (Besch.) Schimp.
- Hypnum noeggerratthii Huebener & Göpp.
- Hypnum noesicum (Besch.) Broth.
- Hypnum nordenskjoldii Schimp.
- Hypnum novo-guineense Geh.
- Hypnum novograntense Hampe
- Hypnum nubigenum (Mitt.) A.Jaeger
- Hypnum nuttallii Wilson
- Hypnum obliquerostratum Mitt.
- Hypnum oblongifolium Sull. & Lesq.
- Hypnum obsoletinerve Kindberg, 1905
- Hypnum obtusifolium (Turner) Brid.
- Hypnum oldhamii Jaeger, 1880
- Hypnum omalosekos Welw. & Duby
- Hypnum oreganum Sull.
- Hypnum orsinianum (De Not.) A.Jaeger
- Hypnum orthothecium Schwägr.
- Hypnum oxyodon Welw. & Duby
- Hypnum pachycarpulum (Müll.Hal.) Paris
- Hypnum palaeocircinale J.-P.Frahm
- Hypnum pallens (Sw.) F.Weber & D.Mohr
- Hypnum pallescens Palisot de Beauvois, 1805
- Hypnum pallidifolium Mitt.
- Hypnum pampae Müll.Hal.
- Hypnum papillatum Harv.
- Hypnum paradoxum Hook.f. & Wilson
- Hypnum parvifolium (Taylor) Müll.Hal.
- Hypnum passaicense (Austin) Lesq. & James
- Hypnum patulum C.Müller, 1847
- Hypnum pectinatum Mitt.
- Hypnum pendulinum (Hampe) Besch.
- Hypnum pennatum (Labill.) Poir.
- Hypnum pensilvanicum Poiret, 1813
- Hypnum pentastichum Brid.
- Hypnum perscissum Müll.Hal.
- Hypnum pervilleanum Schimp.
- Hypnum petraeum Boulay
- Hypnum philippeanum (Spruce) Müll.Hal.
- Hypnum phleoides Desv. ex Brid.
- Hypnum phoeniceum Müll.Hal.
- Hypnum phyllogonium Müll.Hal.
- Hypnum phyllorhizans P.Beauv.
- Hypnum physaophyllos Welw. & Duby
- Hypnum pilosulum (Mitt.) A.Jaeger
- Hypnum piniforme (Brid.) Müll.Hal.
- Hypnum pinnicaule Müll.Hal.
- Hypnum planiusculum Mitt.
- Hypnum platycladum Cardot
- Hypnum plicaefolium Paris, 1900
- Hypnum plicatulum Jaeger, 1880
- Hypnum plinthophilum Müll.Hal.
- Hypnum plumaeforme Wilson, 1848
- Hypnum plumiferum (Mitt.) A.Jaeger
- Hypnum plumula Schimp.
- Hypnum plumularia Müll.Hal.
- Hypnum poeppigianum (Hampe) Hampe
- Hypnum pohliaecarpum Sull. & Lesq.
- Hypnum polyandrum Ångström
- Hypnum polychaetum Bosch & Sande Lac.
- Hypnum polypterum (Mitt.) Broth.
- Hypnum praegracile (Mitt.) A.Jaeger
- Hypnum pratense J.Koch ex Spruce, 1845
- Hypnum preusii Broth.
- Hypnum prionophyllum Müll.Hal.
- Hypnum priscum Schimp.
- Hypnum procerrimum Molendo, 1866
- Hypnum procerum Müll.Hal.
- Hypnum procumbens Mitt.
- Hypnum procurrens (Mitt.) Lesq. & James
- Hypnum propinquum Harv.
- Hypnum protractulum Müll.Hal.
- Hypnum pseudoacuminulatum (Müll.Hal.) Paris
- Hypnum pseudocomplexum Kindb.
- Hypnum pseudoinvolvens Müll.Hal.
- Hypnum pseudolimnobium Müll.Hal.
- Hypnum pseudomontanum Kindb.
- Hypnum pseudonemorosum (Kindb.) Paris
- Hypnum pseudopurum Paris
- Hypnum pseudorecurvans (Kindb.) Kindb.
- Hypnum pseudorufescens Hampe
- Hypnum pseudosarmentosum Cardot & Thér.
- Hypnum pseudosilesiacum (Schimp.) Lesq. & James
- Hypnum pseudosplendens Hampe, 1867
- Hypnum pseudoteesdalei Hampe
- Hypnum pterogonioides (Harv.) Müll.Hal.
- Hypnum ptychocarpon Schwägr.
- Hypnum pulcherrimum (Broth.) Broth.
- Hypnum punae (C.Müller) Paris, 1900
- Hypnum punctatum (Hedw.) F.Weber & D.Mohr
- Hypnum quadrangulare Schwägr.
- Hypnum raddianum Brid.
- Hypnum radiatum Schwaegrichen, 1816
- Hypnum radicans Brid.
- Hypnum radiculosum (Hook.) Müll.Hal.
- Hypnum raphidorrhynchum Müll.Hal.
- Hypnum recurvatum Kindberg, 1891
- Hypnum reduncum (Schimp. ex Mitt.) Schimp.
- Hypnum regulare (Brid.) Müll.Hal.
- Hypnum reichenbachii Lorentz ex Kindb.
- Hypnum reinwardtii Schwägr.
- Hypnum renitens (Mitt.) A.Jaeger
- Hypnum replicatum Hampe
- Hypnum reptiliforme (De Not.) A.Jaeger
- Hypnum resupinatum Taylor, 1849
- Hypnum revolutum Lindberg, 1867
- Hypnum rigidissimum Müll.Hal.
- Hypnum rigidum Reinwardt & Hornschuch, 1829
- Hypnum riparioides Hampe, 1870
- Hypnum rivicola Mitt.
- Hypnum rivularioides Müll.Hal.
- Hypnum robustum Hook.
- Hypnum rodgersianum Sull. & Lesq.
- Hypnum roesei Schimp.
- Hypnum roseum (Hedw.) F.Weber & D.Mohr
- Hypnum rostratum (Schrad.) F.Weber & D.Mohr
- Hypnum rotula Schwägr.
- Hypnum rotundifolium Scop. ex Brid.
- Hypnum rubricaule Bridel, 1827
- Hypnum rubrisetum (Mitt.) Müll.Hal.
- Hypnum rupestre Schleich. ex Spreng.
- Hypnum rutenbergii Müll.Hal.
- Hypnum ruthenicum Weinm.
- Hypnum saitoi Ando, 1982
- Hypnum sakuraii Ando, 1958
- Hypnum salaense Hampe
- Hypnum salicicola Mitt.
- Hypnum salicinum (Schimp.) Boulay
- Hypnum salleanum Besch.
- Hypnum samoanum Mitt.
- Hypnum sandwichense Hook. & Arn.
- Hypnum saportanum Schimp.
- Hypnum saprobolax (Müll.Hal.) Paris
- Hypnum saproxylophilum Müll.Hal.
- Hypnum sauteri W.P.Schimper, 1850
- Hypnum savatieri (Schimp. ex Besch.) Broth.
- Hypnum saxetorum Mitten, 1859
- Hypnum saxicola Voit
- Hypnum scabrifolium Hook.f. & Wilson
- Hypnum scabrisetum Schwägr.
- Hypnum scaturiginum Brid.
- Hypnum schiedeanum C.Müller, 1851
- Hypnum schistocalyx Müll.Hal.
- Hypnum schlagintweitii Sendtn. ex Müll.Hal.
- Hypnum schwaneckeanum Müll.Hal.
- Hypnum schweinfurthii (Müll.Hal.) A.Jaeger
- Hypnum scintillans Wilson
- Hypnum scorpiurus Mont.
- Hypnum secundifolium Müll.Hal.
- Hypnum selenithecium Müll.Hal.
- Hypnum seminerve (Kunze ex Schwägr.) Müll.Hal.
- Hypnum serratum (Schrad. ex Brid.) F.Weber & D.Mohr
- Hypnum setschwanicum Ando, 1973
- Hypnum shensianum Ando
- Hypnum sibiricum Müll.Hal.
- Hypnum sikkimense Ando, 1968
- Hypnum similans Bosch & Sande Lac.
- Hypnum simodense Sull. & Lesq.
- Hypnum simplicinerve (Lindb.) Limpr.
- Hypnum siphotheca C.Müller, 1858
- Hypnum skottsbergii Ando, 1982
- Hypnum smallii Sull. & Lesq.
- Hypnum sodale Sull.
- Hypnum solitarium Brid.
- Hypnum soyauxii Müll.Hal.
- Hypnum sparsiflorum Hampe
- Hypnum sparsile Mitt.
- Hypnum sparsipilum Bosch & Sande Lac.
- Hypnum speciosissimum Sull.
- Hypnum speciosum C.Müller, 1845
- Hypnum spectabile Hook.f. & Wilson
- Hypnum spegazzinii C.Müller, 1885
- Hypnum spegazzinii Müll.Hal.
- Hypnum spiculiferum Mitt.
- Hypnum spiculosum Mitt.
- Hypnum spininervium Hook.
- Hypnum splachnifolium Brid.
- Hypnum stenopyxidium Müll.Hal.
- Hypnum stenosekos Welw. & Duby
- Hypnum stissophyllum Hampe & Müll.Hal.
- Hypnum strephomischos Welw. & Duby
- Hypnum strumiferum (Hedw.) P.Beauv.
- Hypnum struthiopteris Brid.
- Hypnum subalbidum Sull. & Lesq.
- Hypnum subbasilare Hook.
- Hypnum subcapillatum (Hedw.) Müll.Hal.
- Hypnum subchrysogaster Paris, 1900
- Hypnum subcompressum Müll.Hal.
- Hypnum subdensum Kindb.
- Hypnum subenerve (Schwägr.) Arn.
- Hypnum subfalcatum (Austin) Lesq. & James
- Hypnum subhomomallum Müll.Hal.
- Hypnum subhumile Müll.Hal.
- Hypnum subimponens Lesquereux, 1865
- Hypnum subinstratum (Besch.) Müll.Hal.
- Hypnum submicrotheca Müll.Hal.
- Hypnum submolle (Kindb.) Paris
- Hypnum submolluscum Bescherelle, 1892
- Hypnum subperspicuum Müll.Hal.
- Hypnum subpilosum Hook.f. & Wilson
- Hypnum subpinnatum (Brid.) Arn.
- Hypnum subpinnatum Hampe, 1881
- Hypnum subplicatum Hampe
- Hypnum subpycnophyllum Müll.Hal.
- Hypnum subrelaxum (Broth.) Paris
- Hypnum subreptile Paris, 1900
- Hypnum subrhinophyllum Müll.Hal.
- Hypnum subscabrisetulum Müll.Hal.
- Hypnum subspininervium Müll.Hal.
- Hypnum substigmosum Müll.Hal.
- Hypnum substrumulosum Hampe
- Hypnum subtile Brid.
- Hypnum subulatulum Müll.Hal.
- Hypnum sumatranum Bosch & Sande Lac.
- Hypnum superbum (Taylor) Müll.Hal.
- Hypnum surculare (Mitt.) A.Jaeger
- Hypnum tahitense Ångström
- Hypnum tanytrichum Mont.
- Hypnum tapeinophyllum (Müll.Hal.) Paris
- Hypnum taramellianum Farneti
- Hypnum tavoyense Hook. ex Harv.
- Hypnum taxifolium (Hedw.) With.
- Hypnum taxiforme Brid.
- Hypnum tenaci-insertum Müll.Hal.
- Hypnum tenuisetum Sull.
- Hypnum tequendamense Hampe
- Hypnum ternstroemiae Brid.
- Hypnum terrestre Müll.Hal.
- Hypnum teysmannii Sande Lac.
- Hypnum thomasii Brid.
- Hypnum thouinii Schwaegrichen, 1830
- Hypnum torrentis Müll.Hal. & Kindb.
- Hypnum trachaelocarpum Ångström
- Hypnum trachynotum Müll.Hal.
- Hypnum trachypyxis Müll.Hal.
- Hypnum trichocladon Dozy & Molk.
- Hypnum trichocolea Müll.Hal.
- Hypnum trichocoleoides Müll.Hal.
- Hypnum trichomanoides (Hedw.) With.
- Hypnum trichophyllum Sw. ex Hedw.
- Hypnum tricostatum (Sull.) Sull.
- Hypnum triste (Ces.) Müll.Hal.
- Hypnum tristoviride Paris, 1900
- Hypnum triviale Müll.Hal.
- Hypnum tundrae (Arnell) Kindb.
- Hypnum tunguraguanum (Mitt.) A.Jaeger
- Hypnum turbinatum (Hedw.) F.Weber & D.Mohr
- Hypnum tutuilum Sull.
- Hypnum uii Broth. ex Iisiba
- Hypnum uii Brotherus ex Iishiba, 1932
- Hypnum ulicon Taylor
- Hypnum umbrosum (Mitt.) Hook.f.
- Hypnum uncinulatum Juratzka, 1866
- Hypnum undatum (Hedw.) P.Beauv.
- Hypnum uninervium (Müll.Hal.) Paris
- Hypnum upoloviense Müll.Hal.
- Hypnum usagarum Mitten, 1886
- Hypnum utahense Lesq. & James
- Hypnum vagans Drumm.
- Hypnum vallium Sull. & Lesq.
- Hypnum variegatum Welw. & Duby
- Hypnum vaucheri Lesquereux, 1846
- Hypnum vellereum Mitt.
- Hypnum vernicosum Hampe, 1836
- Hypnum vernieri Duby
- Hypnum verruculosum Müll.Hal.
- Hypnum vesiculosum Brid.
- Hypnum virginianum Brid.
- Hypnum volkensii Broth.
- Hypnum volvatum Hampe
- Hypnum waghornei Kindb.
- Hypnum walterianum (Hampe) A.Jaeger
- Hypnum webbianum (Mont.) Müll.Hal.
- Hypnum weberianum Göpp.
- Hypnum whippleanum Sull.
- Hypnum wightii Mitt.
- Hypnum wilhelmense E.B.Bartram, 1962
- Hypnum wrightii (Sull.) Sull.
- Hypnum zollingeri Müll.Hal.

## Synonymes
Les genres, sous-genres et sections suivants pourraient être synonymes de Hypnum :
- Breidleria Loeske
- Cupressina (Müll. Hal.) Müll. Hal.[4]
- Cupressina J.K.A.Müller, 1896[3]
- Cupressina Müll.Hal.[3]
- Drepanium (Schimp.) Lange & C.E.O. Jensen[4]
- Drepanium subg. Stereodon (Brid.) G. Roth[4]
- Eurohypnum Ando[4]
- Hypnum sect. Breidleria (Loeske) Mönk.[4]
- Hypnum subg. Breidleria (Loeske) Doign. & Guillaumot[4]
- Hypnum subg. Stereodon Brid.[4]
- Luida Adans. ex Léman[4]
- Pseudostereodon (Broth.) M. Fleisch.[4]
- Stereodon (Brid.) Brid.[4]